# 天野元長
天野 元長（あまの もとなが）は、安土桃山時代から江戸時代前期にかけての武士。毛利氏の家臣で萩藩（長州藩）士。父は天野元祐。

## 生涯
毛利氏家臣・天野元祐の次男として生まれる。兄の元重が金明山天野氏の本流である天野元明の家の嗣子となったため、元長が元祐の嫡男となった。
天正15年（1587年）4月25日に九州平定に従軍していた父・元祐が病死したため家督を相続した。また、兄の元重から100石の知行を分知されている。
慶長5年（1600年）の関ヶ原の戦いによって長門国と周防国へ減転封された毛利氏に従って移り住み、毛利輝元の後を継いだ毛利秀就に仕えた。
慶長10年（1605年）の五郎太石事件により、7月2日に熊谷元直、三輪元祐、中原善兵衛尉、佐波善内らと共に元長の叔父で、兄・元重の養父である天野元信が粛清された。元長の兄である元重、天野元因、熊谷元直の従弟である熊谷元実、熊谷元直の甥である熊谷元吉、牧野二郎右衛門尉、湯次郎右衛門尉らは縁故者の関係や罪状が軽いことを考慮されて、7月13日に死罪ではなく追放処分となった。なお、熊谷元直の叔父である熊谷就真とその子である熊谷元辰や、天野元信の兄である天野元嘉らは与同しなかったことで粛清を免れており、元長も処罰を受けた形跡がない。
寛永19年（1642年）2月26日に死去。長男の就祐が後を継いだ。なお、次男の就玄と三男の就行は幼少期から毛利秀就の小姓となっており、それぞれに知行を与えられて別家を興している。